# 케네스 아펠

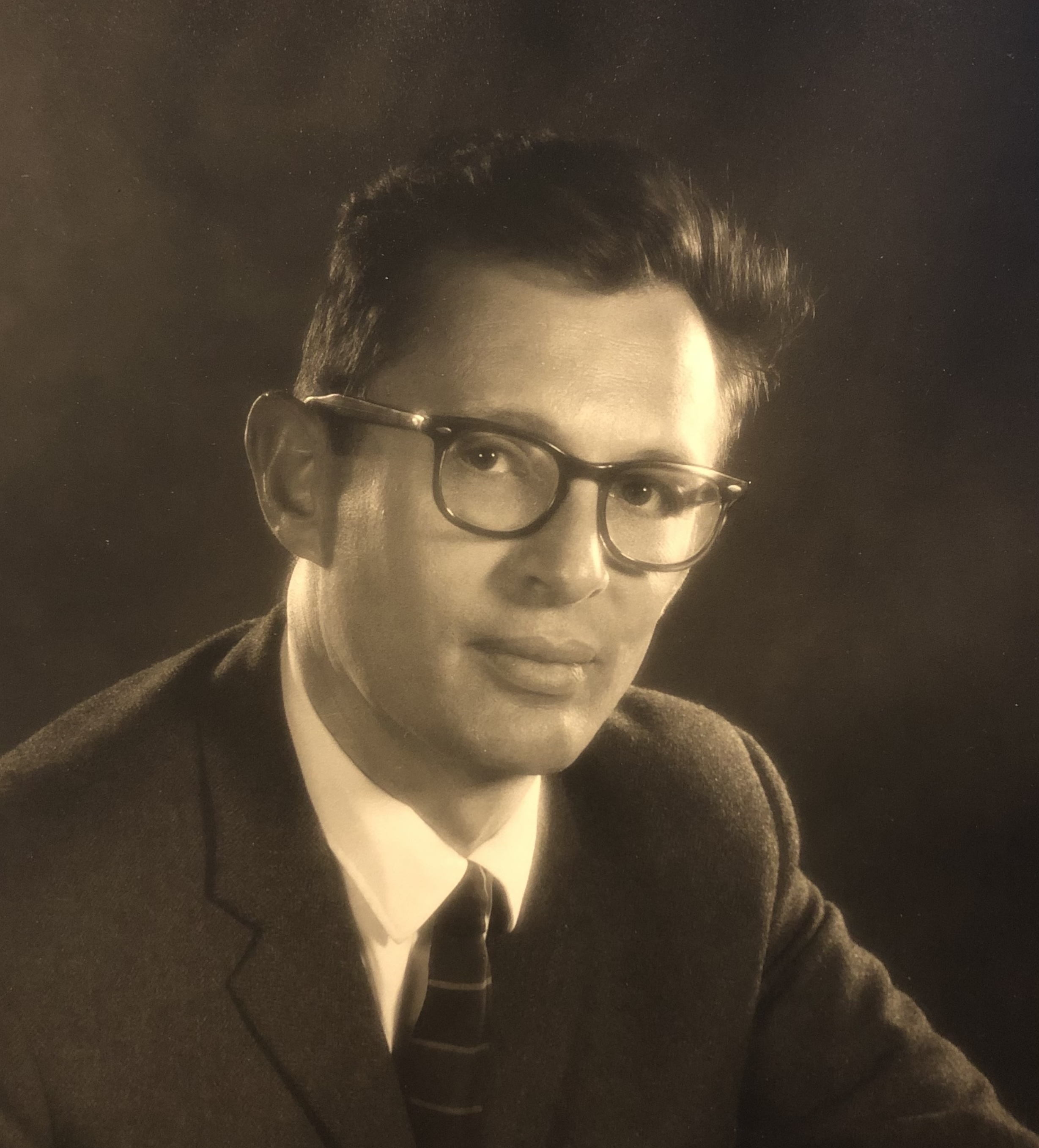

케네스 아이라 아펠(Kenneth Ira Appel, 1932년 10월 8일 ~ 2013년 4월 19일)은 미국의 수학자이다.
1976년 볼프강 하켄과 함께 4색정리를 증명하였다.